# Blessington
Blessington (in irlandese: Baile Coimín) è una cittadina della contea di Wicklow, in Irlanda. Nei pressi si trova la Russborough House.